# Lorenzo Cuccu
Lorenzo Cuccu (Trento, 1940) è uno storico, critico cinematografico e scrittore italiano, professore di Storia e critica del cinema nella Facoltà di Lettere e Filosofia dell'Università di Pisa, dell'Università di Urbino e Presidente della Consulta Universitaria del Cinema.

## Biografia
Nato nel 1940 a Trento si laurea a Pisa nel 1966, avendo come maestro Carlo Ludovico Ragghianti. Successivamente viene chiamato dal critico e sceneggiatore Luigi Chiarini presso l'Università di Urbino, dove prenderà il suo posto dal 1971. Dopo aver tenuto corsi su critici come André Bazin e Jean Mitry, realizza corsi monografici su Jean Renoir, Joseph Losey e soprattutto Michelangelo Antonioni, per il quale Cuccu cura numerosi saggi e pubblicazioni.
Tornato a Pisa nel 1987, ha ricoperto diversi incarichi istituzionali ed è stato presidente dei Corsi di laurea in Cinema Musica Teatro e Cinema Teatro e Produzione multimediale.
Nel 1992 è stato coordinatore scientifico del convegno internazionale Les Images d’Antonioni, svoltosi presso il Museo del Louvre.
È membro del comitato scientifico dell'enciclopedia Storia del cinema italiano, 16 volumi (dal 1895 al 2000) promossa dal Centro sperimentale di cinematografia ed edita da Marsilio Editori.
Col tempo le sue frequentazioni nel panorama del cinema italiano vanno sempre più arricchendosi, mantenendo rapporti con Seymour Chatman, i Fratelli Taviani, Mario Monicelli, Paolo Benvenuti e molti altri di cui scrive.

## Opere
- Introduzione al linguaggio del film (con Maurizio Ambrosini, Lucia Cardone), Roma, Carocci Editore, 2019, ISBN 9788843098828
- La visione come problema. Forme e svolgimento del cinema di Antonioni, Roma, Bulzoni Editore, 2017, ISBN 8571194165
- Paolo e Vittorio Taviani - La masseria delle allodole, (con Andrea Mancini), Corazzano, Titivillus Mostre Editoria, 2008, ISBN 88-7218-195-X
- Alessandro Benvenuti: l'autore nudo. Biografia artistica (con Augusto Sainati, Anna Barsotti), Firenze, Morgana Edizioni, 2005, ISBN 8889033223
- Il mistero di Oberwald in Storia del cinema italiano volume XIII – 1977/1985, a cura di Vito Zagarrio, Roma, Centro sperimentale di cinematografia e Marsilio Editori, 2005[7]
- Francesco Rosi: riscrivere la Storia in Storia del cinema italiano volume XII – 1970/1976, a cura di Flavio De Bernardinis, Roma, Centro sperimentale di cinematografia e Marsilio Editori, 2004
- Cinema e pittura nell'esperienza teorica e critica di Carlo Ludovico Ragghianti, in Cinema/Pittura dinamiche di scambio a cura di L. De Franceschi, Torino, Lindau e Roma, Università degli Studi Roma Tre, 2003[8]
- Tiburzi : dalla sceneggiatura al film (con un saggio di), Milano, Jaca book, 1999 ISBN 881628210X
- Antonioni - Il discorso dello sguardo e altri saggi, Pisa, Edizioni ETS, 1997, ISBN 9788846740649
- Il cinema nelle città - Livorno e Pisa nei 100 anni del Cinematografo, Pisa, Edizioni ETS, 1996, ISBN 88-7741-970-9[9]
- Images italiennes. Dans les pas des voyageurs d'hier (con Carla Vairo) Torino, Il Capitello, 1996, ISBN 8842661171
- Antonioni: il discorso dello sguardo : da Blow-up a Identificazione di una donna, Pisa, Edizioni ETS, 1990, ISBN 8877414898[10]
- Il cinema di Paolo e Vittorio Taviani, Roma, Gremese, 2001, ISBN 8884401135
- Antonioni, Pisa, Edizioni ETS, 1997, ISBN 88-7741-489-8
- Michelangelo Antonioni. 2. 1966/1984, Roma, Ente autonomo di gestione per il cinema, 1988
- Il discorso del film. Visione, narrazione, enunciazione (con Augusto Sainati), Napoli, Edizioni Scientifiche Italiane, 1987, ISBN 8884401135